# EOG Resources
EOG Resources — нефтегазовая компания США, специализируется на добыче сланцевой нефти и природного газа. Штаб-квартира компании находится в небоскрёбе Heritage Plaza в Хьюстоне, штат Техас. Компания ведёт добычу в США и Тринидаде и Тобаго. В списке крупнейших компаний мира Forbes Global 2000 за 2022 год заняла 314-е место (605-е по размеру выручки, 245-е по чистой прибыли, 923-е по активам и 214-е по рыночной капитализации).

## История
В 1983 году энергетическая группа Enron приобрела небольшую нефтедобывающую компанию и назвала её Enron Oil & Gas Company). Её президентом был назначен Марк Дж. Папа. В 1999 году компания была отделена от Enron и названа EOG Resources.
В 2000 году акции компании выросли в цене более чем втрое, добыча углеводородов компанией в Северной Америке увеличилась на 8 %. Компания решила сосредоточиться на добыче в Аппалачском бассейне, а также начала работу в Тринидаде и Тобаго.
В 2003 году за 320 млн долларов был куплен участок на газовом месторождении в канадской провинции Альберта. В 2004 году компания начала добычу также и в британском секторе Северного моря. С 2010 года компания начала активно осваивать добычу сланцевой нефти, основным месторождением стало Игл-Форд на юге Техаса. В 2014 году канадские активы были проданы, Марк Папа ушёл из компании. В 2016 году была поглощена компания Yates Petroleum, базирующаяся в Нью-Мексико.

## Деятельность
На 2021 год доказанные запасы углеводородов составляли 3,747 млрд баррелей н. э., из них 3,693 млрд баррелей в США и 54 млн баррелей на Тринидаде и Тобаго. Запасы нефти — 1,548 млрд баррелей, газового конденсата — 829 млн баррелей, природного газа — 233 млрд м³. За год было добыто 303 млн баррелей, из них 288 млн баррелей в США, 14 млн баррелей на Тринидаде и Тобаго. Основные регионы — бассейн Делавэр (более половины добычи), юг Техаса (Игл-Форд) и Баккеновская формация. Также компания имеет доли в проектах в Австралии и Омане.